# Marc Hempel
Pour les articles homonymes, voir Hempel.
Marc Hempel, né le 25 mai 1957 à Chicago, est un dessinateur de comics américain.

## Biographie
Marc Hempel naît le 25 mai 1957 à Chicago. Après des études à l'université du Maine achevée en 1975, il commence une carrière de dessinateur de comics et d'illustrateur. de 1980 à 1990 il travaille avec Mark Wheatley sur des comics tels que  Mars, Blood of the Innocent, Jonny Quest, Breathtaker (publié par DC Comics en 1990) tout en réalisant des histoires publiées dans Marvel Fanfare, Heavy Metal, etc. En 1989, il crée sa propre série intitulé Gregory. En 1994, il est le dessinateur principal de l'histoire Les Bienveillantes (en anglais The Kindly Ones) écrite par Neil Gaiman pour la série Sandman. En 1995, il auto édite Tug & Buster.

## Œuvre

### Albums publiés en français
- Sandman, scénario de Neil Gaiman, Panini Comics, collection Vertigo cult
  1.  Les Bienveillantes, dessins de Richard Case, D'Israeli, Glyn Dillon, Dean Ormston, Teddy Kristiansen, Charles Vess et Marc Hempel, 2008  (ISBN 978-2-8094-0410-4)

### Albums publiés en anglais
- Breathtaker, scénario de Mark Wheatley, dessins de Marc Hempel, DC Comics
  1. Money, 1990
  2. Sex, 1990
  3. God, 1990
  4. Trapped, 1990
- The Dreaming, DC Comics, collection Vertigo
  1.  Many Mansions: Ruin, scénario de Caitlín R. Kiernan, dessins de Marc Hempel, 1999
  2.  Restoration, scénario de Caitlín R. Kiernan, dessins collectifs, 2000
- The Sandman, scénario de Neil Gaiman, DC Comics, collection Vertigo
  1.  The kindly ones (1), dessins de Marc Hempel, 1994
  2. The kindly ones (2), dessins de Marc Hempel, 1994
  3. The kindly ones (3), dessins de Marc Hempel, 1994
  4. The kindly ones (4), dessins de Marc Hempel, 1994
  5. The kindly ones (5), dessins de Marc Hempel, 1994
  6.  The kindly ones (7), dessins de Marc Hempel, 1994
  7.  The kindly ones (9), dessins de Marc Hempel, 1994
  8. The kindly ones (10), dessins de Marc Hempel, 1995
  9. The kindly ones (11), dessins de Marc Hempel, 1995
  10. The kindly ones (12), dessins de Marc Hempel, 1995
  11. The kindly ones (13), dessins de Marc Hempel, 1995

## Récompenses
- Inkpot Award 1992[2]